# Административно-территориальное деление Ненецкого автономного округа

## Административно-территориальное устройство
Согласно Закону «Об административно-территориальном устройстве Ненецкого автономного округа», субъект РФ включает следующие административно-территориальные единицы:
- 1 город окружного значения (Нарьян-Мар),
- 1 район автономного округа (Заполярный район),
  - 1 посёлок городского типа районного значения (рабочий посёлок Искателей),
  - 17 сельсоветов
  - 41 сельский населённый пункт (посёлки, сёла, деревни), включая бывший посёлок городского типа Амдерма.

См. также:
Сельсоветы Ненецкого автономного округа.
Административным центром Ненецкого автономного округа является город Нарьян-Мар.

## Муниципальное устройство
В рамках муниципального устройства автономного округа, в границах административно-территориальных единиц НАО образовано 21 муниципальное образование:
- 1 городской округ (город Нарьян-Мар),
- 1 муниципальный район (Заполярный район), разделённый на:
  - 1 городское поселение (рабочий посёлок Искателей)
  - 18 сельских поселений.

## Город окружного значения (городской округ) и район (муниципальный район)
| №                                          | Флаг | Герб | Название         | Площадь, км² | Население, чел. | Административный центр | Население центра, чел. |
| ------------------------------------------ | ---- | ---- | ---------------- | ------------ | --------------- | ---------------------- | ---------------------- |
| Город окружного значения (городской округ) |      |      |                  |              |                 |                        |                        |
| 1                                          |      |      | город Нарьян-Мар | 44,98        | ↗24 056         | город Нарьян-Мар       | ↘24 056                |
| Район (муниципальный район)                |      |      |                  |              |                 |                        |                        |
| 1                                          |      |      | Заполярный район | 176 757,34   | ↘17 804         | пгт Искателей          | ↘7253                  |

Ранее в состав городского округа города Нарьян-Мар входила упразднённая в 2015 году деревня Ёкуша.

## Посёлки и сельсоветы (поселения)
Единственный в автономном округе район (Заполярный) включает 1 посёлок городского типа районного значения (Искателей) и 17 сельсоветов, состоящих из 40 сельских населённых пунктов, а 1 посёлок (Амдерма) не входит ни в один из сельсоветов. В рамках местного самоуправления им соответствуют муниципальные образования: 1 городское поселение (рабочий посёлок Искателей) и 18 сельских поселений (среди последних помимо сельсоветов статус сельского поселения имеет также посёлок Амдерма).
| №  | Название                        | Центр             | Населённые пункты                                                     | Численность населения |
| -- | ------------------------------- | ----------------- | --------------------------------------------------------------------- | --------------------- |
| 1  | пгт (рабочий посёлок) Искателей | рп Искателей      | рп Искателей                                                          | ↘7253                 |
| 2  | посёлок Амдерма                 | п. Амдерма        | п. Амдерма                                                            | ↘444                  |
| 3  | Андегский сельсовет             | д. Андег          | д. Андег                                                              | ↘97                   |
| 4  | Великовисочный сельсовет        | с. Великовисочное | с. Великовисочное, д. Лабожское, д. Пылемец, д. Тошвиска, д. Щелино   | ↘643                  |
| 5  | Канинский сельсовет             | с. Несь           | д. Мгла, с. Несь, д. Чижа                                             | ↗1341                 |
| 6  | Карский сельсовет               | п. Усть-Кара      | п. Усть-Кара                                                          | ↘479                  |
| 7  | Колгуевский сельсовет           | п. Бугрино        | п. Бугрино                                                            | ↘321                  |
| 8  | Коткинский сельсовет            | с. Коткино        | с. Коткино                                                            | ↗332                  |
| 9  | Малоземельский сельсовет        | п. Нельмин-Нос    | п. Нельмин-Нос                                                        | ↘597                  |
| 10 | Омский сельсовет                | д. Ома            | д. Вижас, д. Ома, д. Снопа                                            | ↘709                  |
| 11 | Пешский сельсовет               | с. Нижняя Пеша    | д. Белушье, д. Верхняя Пеша, д. Волоковая, д. Волонга, с. Нижняя Пеша | ↘815                  |
| 12 | Приморско-Куйский сельсовет     | п. Красное        | п. Красное, д. Куя, д. Осколково, д. Чёрная                           | ↘1278                 |
| 13 | Пустозерский сельсовет          | с. Оксино         | д. Каменка, с. Оксино, п. Хонгурей                                    | ↘474                  |
| 14 | Тельвисочный сельсовет          | с. Тельвиска      | д. Макарово, с. Тельвиска, д. Устье                                   | ↘559                  |
| 15 | Тиманский сельсовет             | п. Индига         | п. Выучейский, п. Индига                                              | ↘605                  |
| 16 | Хорей-Верский сельсовет         | п. Хорей-Вер      | п. Харьягинский, п. Хорей-Вер                                         | ↘529                  |
| 17 | Хоседа-Хардский сельсовет       | п. Харута         | п. Харута                                                             | ↗503                  |
| 18 | Шоинский сельсовет              | п. Шойна          | д. Кия, п. Шойна                                                      | ↗346                  |
| 19 | Юшарский сельсовет              | п. Каратайка      | п. Варнек, п. Каратайка                                               | ↘479                  |

## История

### Предыстория
До конца XVIII века территория нынешнего Ненецкого АО была разделена между Мезенским (западная часть) и Пустозерским (центральная и восточная часть) уездами. В 1780 году Пустозерский уезд был упразднён и территория Ненецкого АО в полном составе оказалась в Мезенском уезде Архангельской губернии. В 1891 году в составе Архангельской губернии был образован Печорский уезд, к которому отошло 2/3 территории современного Ненецкого АО.
22 августа 1921 года из части Архангельской губернии была образована Автономная область Коми (Зырян), в состав которой вошёл и Печорский уезд. Однако вскоре было решено 6 волостей в низовьях Печоры оставить в составе Арханегльской губернии. В составе АО Коми (Зырян) осталась лишь восточная часть нынешнего Ненецкого АО.

### Образование Ненецкого округа
Вопрос о территориальном и административном устройстве Малоземельской и Большеземельской тундр начал подниматься в 1927 году на съездах местного населения. В частности делегаты IX самоедского съезда Советов Большой и Малой Тундр Печорского уезда, обратились к ВЦИК с просьбой «соединить нас, ненцев, всех вместе в один округ, с подчинением Архангельску». С противоположной точкой зрения выступил VII областной съезд Советов Коми, проходивший в марте 1929 года. Он возражал против создания отдельного «самоедского округа». Предлагалось оставить Канино-Тиманскую тундру в составе Архангельского округа Северного края, а Малоземельскую и Большеземельскую тундры подчинить АО Коми. Сторонниками создания отдельной административно-территориальной единицы для ненцев выступили председатель Комитета содействия народностям северных окраин П. Г. Смидович, утверждавший что «недопустимо деление тундр Северного края какой-либо административной границей», и председатель аналогичного комитета в Архангельске Н. Е. Сапрыгин. Смидович и Сапрыгин доказывали необходимость создания Ненецкого округа в президиуме ВЦИК, Госплане РСФСР, отделе Национальных меньшинств ЦК ВКП(б), а также в оргкомитете Северного края и других государственных административных органах. Их аргументы были признаны обоснованными и 15 июля 1929 года было принято решение Президиума ВЦИК о создании самостоятельного Ненецкого округа в составе Северного края. При этом округ состоял из двух изолированных частей, так как долину Печоры с преимущественно русским и коми населением было решено оставить в составе АО Коми. 8 августа 1929 года Политбюро ЦК ВКП(б) подтвердило решение ВЦИК. Немногим позже было решено включить низовья Печоры в состав Ненецкого НО, образовав на их территории Пустозерский район. Несмотря на возражения АО Коми в январе 1930 года на Первом Окружном съезде Советов статус и границы Ненецкого АО были окончательно определены и утверждены.
В результате в состав округа вошла восточная часть Мезенского уезда, Тельвисочная и часть Пустозерской волостей Печорского уезда и северная часть Ижмо-Печорского уезда.

### с 1929 года
Центром новообразованного Ненецкого округа стало село Тельвисочное. Округ был разделён на 3 района — Канино-Тиманский (центр — Нижняя Пеша), Большеземельский (Самоедский) (центр — Хоседа-Хард) и Тельвисочный самоедский (центр — Тельвиска). 20 декабря 1929 года из Коми АО в Ненецкий округ была передана часть Пустозерской волости. Она была объединена с Тельвисочным самоедским районом в Пустозерский район (центр — Великовисочное). В 1930-м году Ненецкий округ переименован в Ненецкий национальный округ.
В 1931 году АТД Ненецкого НО выглядело так:
| Район            | Центр          | Число сельсоветов | Число населённых пунктов | Численность населения | Площадь, км² |
| ---------------- | -------------- | ----------------- | ------------------------ | --------------------- | ------------ |
| Большеземельский | Хоседа-Хард    | 5                 | 12                       | 4200                  | 144 300      |
| Канино-Тиманский | Нижняя Пеша    | 4                 | 16                       | 2700                  | 53 100       |
| Пустозерский     | Великовисочное | 3                 | 48                       | 5000                  | 17 100       |

4 мая 1931 года Пустозерский район был переименован в Нижне-Печорский, а его центр перенесён в Оксино. 7 октября того же года центр округа был перенесён в рабочий посёлок Нарьян-Мар. 10 февраля 1934 года к Ненецкому НО были присоединены остров Вайгач и ряд мелких островов Баренцева и Карского морей. 5 декабря 1936 года Северный край, куда входил Ненецкий НО, был преобразован в Северную область, а 23 сентября 1937 года — в Архангельскую область. В 1940 году на востоке округа был образован Амдерминский район, с центром в пгт Амдерма.
По состоянию на 1945 год АТД Ненецкого НО выглядело так:
| Название               | Центр         | Площадь, км² | Сельсоветы                                                           |
| ---------------------- | ------------- | ------------ | -------------------------------------------------------------------- |
| г. Нарьян-Мар          | г. Нарьян-Мар |              |                                                                      |
| Амдерминский район     | Амдерма       | 64 300       | Вайгачский островной, Карский, Юшарский, рп Амдерма                  |
| Большеземельский район | Хоседа-Хард   | 144 300      | Варандейский, Хорей-Верский, Хоседа-Хардский                         |
| Канино-Тиманский район | Нижняя Пеша   | 63 500       | Индигский, Канинский, Несский, Омский, Пешский, Тиманский, Шоингский |
| Нижне-Печорский район  | Оксино        | 13 600       | Великовисочный, Куйский, Малоземельский, Пустозерский, Тельвисочный  |

22 июля 1954 года в состав Ненецкого НО был включён остров Колгуев.
В 1955 году был упразднён Нижне-Печорский район.

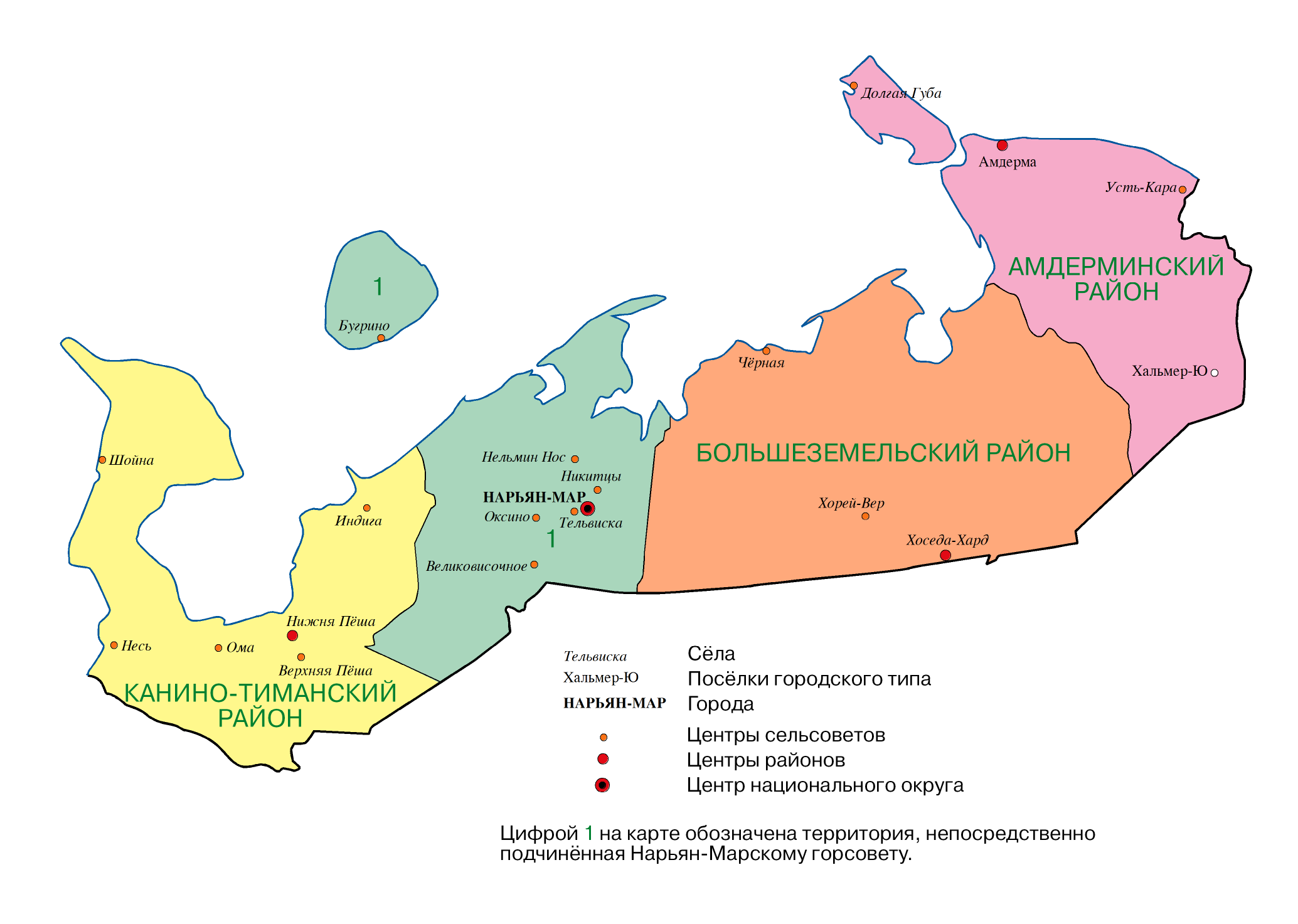
Ненецкий НО в 1957 году

В 1958 году был упразднён Тельвисочный с/с, а его территория отошла к Куйскому и Пустозерскому с/с.
25 октября 1959 года районное деление внутри округа было упразднено.
2 декабря 1959 года рабочие посёлки Хальмер-Ю и Цементнозаводский с прилегающей к ним территорией залегания угольного пласта: Воргашорского, Сырягинского и Хальмер-Юского угольных месторождений были переданы из Ненецкого НО в Коми АССР. 
В декабре 1968 года был восстановлен Тельвисочный с/с.
Согласно новой Конституции СССР 7 октября 1977 года Ненецкой национальный округ был преобразован в Ненецкий автономный округ.
В ходе административной реформы в 2005 году Ненецкий АО был разделён на Заполярный район и город окружного значения Нарьян-Мар. В ходе муниципальной реформы в 2005 году были образованы муниципальные образования: муниципальный район Заполярный район и городской округ город Нарьян-Мар.